# Menhir de Kerampeulven
Le menhir de Kerampeulven est un menhir situé sur la commune de Berrien, dans le département du Finistère en France.

## Historique
Il est inscrit au titre des monuments historiques par arrêté du 4 octobre 1995.

## Description
Le menhir est un bloc de granite de forme phallique. Il mesure 5 m de hauteur. 